# National Basketball Association 1978-1979
La stagione della National Basketball Association 1978-1979 fu la 33ª edizione del campionato NBA. La stagione si concluse con la vittoria dei Seattle SuperSonics, che sconfissero i Washington Bullets per 4-1 nelle finali NBA.

## Squadre partecipanti
- Atlanta Hawks
- Boston Celtics
- Chicago Bulls
- Cleveland Cavaliers
- Denver Nuggets
- Detroit Pistons
- G.S. Warriors
- Houston Rockets
- K.C. Kings
- Indiana Pacers
- L.A. Lakers

- Milwaukee Bucks
- N.J. Nets
- Utah Jazz
- N.Y. Knicks
- Phoenix Suns
- Philadelphia 76ers
- Portland T. Blazers
- San Antonio Spurs
- San Diego Clippers
- Seattle S.Sonics
- Washington Bullets

## Classifica finale

### Eastern Conference
| Squadra            | V  | P  | %    | GB |
| ------------------ | -- | -- | ---- | -- |
| Washington Bullets | 54 | 28 | 65,9 | -  |
| Philadelphia 76ers | 47 | 35 | 57,3 | 7  |
| New Jersey Nets    | 37 | 45 | 45,1 | 17 |
| New York Knicks    | 31 | 51 | 37,8 | 23 |
| Boston Celtics     | 29 | 53 | 35,4 | 25 |

| Squadra             | V  | P  | %    | GB |
| ------------------- | -- | -- | ---- | -- |
| San Antonio Spurs   | 48 | 34 | 58,5 | -  |
| Houston Rockets     | 47 | 35 | 57,3 | 1  |
| Atlanta Hawks       | 46 | 36 | 56,1 | 2  |
| Detroit Pistons     | 30 | 52 | 36,6 | 18 |
| Cleveland Cavaliers | 30 | 52 | 36,6 | 18 |
| New Orleans Jazz    | 26 | 56 | 31,7 | 22 |

### Western Conference
| Squadra           | V  | P  | %    | GB |
| ----------------- | -- | -- | ---- | -- |
| Kansas City Kings | 48 | 34 | 58,5 | -  |
| Denver Nuggets    | 47 | 35 | 57,3 | 1  |
| Indiana Pacers    | 38 | 44 | 46,3 | 10 |
| Milwaukee Bucks   | 38 | 44 | 46,3 | 10 |
| Chicago Bulls     | 31 | 51 | 37,8 | 17 |

| Squadra                | V  | P  | %    | GB |
| ---------------------- | -- | -- | ---- | -- |
| Seattle SuperSonics C  | 52 | 30 | 63,4 | -  |
| Phoenix Suns           | 50 | 32 | 61,0 | 2  |
| Los Angeles Lakers     | 47 | 35 | 57,3 | 5  |
| Portland Trail Blazers | 45 | 37 | 54,9 | 7  |
| San Diego Clippers     | 43 | 39 | 52,4 | 9  |
| Golden State Warriors  | 38 | 44 | 46,3 | 14 |

## Vincitore
| Campione NBA 1978-1979          |
| ------------------------------- |
| Seattle SuperSonics (1º titolo) |

## Statistiche
| Categoria             | Giocatore           | Squadra           | Stat |
| --------------------- | ------------------- | ----------------- | ---- |
| Punti per gara        | George Gervin       | San Antonio Spurs | 29,6 |
| Rimbalzi per gara     | Moses Malone        | Houston Rockets   | 17,6 |
| Assist per gara       | Kevin Porter        | Detroit Pistons   | 13,4 |
| Palle rubate per gara | M.L. Carr           | Detroit Pistons   | 2,5  |
| Stoppate per gara     | Kareem Abdul-Jabbar | L.A. Lakers       | 4,0  |
| FG%                   | Cedric Maxwell      | Boston Celtics    | 58,4 |
| FT%                   | Rick Barry          | Houston Rockets   | 94,7 |

## Premi NBA
- NBA Most Valuable Player Award: Moses Malone, Houston Rockets
- NBA Rookie of the Year Award: Phil Ford, Kansas City Kings
- NBA Coach of the Year Award: Cotton Fitzsimmons, Kansas City Kings
- NBA Executive of the Year Award: Bob Ferry, Washington Bullets
- All-NBA First Team:
  - Marques Johnson, Milwaukee Bucks
  - Elvin Hayes, Washington Bullets
  - Moses Malone, Houston Rockets
  - George Gervin, San Antonio Spurs
  - Paul Westphal, Phoenix Suns
- All-NBA Second Team:
  - Walter Davis, Phoenix Suns
  - Bob Dandridge, Washington Bullets
  - Kareem Abdul-Jabbar, Los Angeles Lakers
  - Lloyd Free, San Diego Clippers
  - Phil Ford, Kansas City Kings
- All-Defensive First Team:
  - Bobby Jones, Philadelphia 76ers
  - Bob Dandridge, Washington Bullets
  - Kareem Abdul-Jabbar, Los Angeles Lakers
  - Dennis Johnson, Seattle SuperSonics
  - Don Buse, Phoenix Suns
- All-Defensive Second Team:
  - Maurice Lucas, Portland Trail Blazers
  - M.L. Carr, Detroit Pistons
  - Moses Malone, Houston Rockets
  - Lionel Hollins, Portland Trail Blazers
  - Eddie Johnson, Atlanta Hawks
- All-Rookie Team:
  - Mychal Thompson, Portland Trail Blazers
  - Terry Tyler, Detroit Pistons
  - Ron Brewer, Portland Trail Blazers
  - Reggie Theus, Chicago Bulls
  - Phil Ford, Kansas City Kings